# 鍾諾言
鍾諾言（英語：NY Chung Nok Yin；2000年12月21日—），香港男藝人，2018年曾於韓國Starship Entertainment受訓。

## 簡歷
中學就讀大圍五育中學。
2015年加入EchoDanceHK。
2018年中六畢業後前往韓國經紀公司Starship Entertainment受訓。
2018年報名參加ViuTV主辦的《Good Night Show 全民造星》以17歲的年紀，入圍初賽99強。
2019年參加《創造營2019》，最終排名92名。
2020年參加ViuTV《全民造星III》，入圍最後十強。
2021年參加選秀節目《敗者重生戰》，晉級總決賽，獲節目安排到韓國Lionheart Entertainment特訓。

## 演出

### 電視節目（ViuTV）
- 2018年：《Good Night Show 全民造星》參賽者
- 2020年：《全民造星III》參賽者
- 2020年：《轉機 ON AIR》第21集嘉賓
- 2021年：《囝囝女女730》造星囝女
- 2021年：《YOLO的練習曲》

### 電視節目（其他）
- 2019年：《創造營2019》參賽者
- 2021年：《敗者重生戰LoserReborn》參賽者

## 網頁
- 鍾諾言的Instagram帳戶
- 鍾諾言的Twitch帳戶 （页面存档备份，存于）
- 鍾諾言的Youtube帳戶 （页面存档备份，存于）